# Finngrundet
Finngrundet est un ancien bateau-phare de Suède qui est maintenant un navire musée visible dans le port de Stockholm

## Histoire
Celui-ci fut le deuxième bateau-phare suédois du nom de Finngundret  construit à Gävle, dans le comté de Gävleborg, en 1903 pour remplacer le premier datant de 1859. Il était stationné sur les hauts-fonds de Finngrund en  mer Baltique à environ 74 km au nord-est de Gävle.
Il a été largement modifié lors d'une remise en état en 1927 à Öregrunds Ship och Varvs AB, sa lumière d'origine fonctionnant au kérosène étant remplacée par une balise AGA. La cloche de brume a été augmentée d'une corne de brume et d'un signal de brouillard sous-marin.
En 1940 il a été équipé d'une transmission sans fil avec l'équipement nécessaire pour qu'il fonctionne aussi comme station météorologique, et de l'électrification de sa lumière. Son dernier carénage remonte à 1957, avec la modification de l'espace du rouf et de la salle de l'équipage.
Son système optique a été construit par GW Lyth de Stockholm. Il était monté à 11,5 mètres au-dessus du niveau de la mer et avait une portée de 11 milles marins (environ 20 km). Il émettait deux éclats blancs toutes les 20 secondes.
Il a été remplacé en 1969 par le phare de Finngrundet un phare automatique à caisson  et il est devenu un musée attaché au Musée Vasa de Stockholm.

## Caractéristique dufeu maritime
Fréquence : 20 secondes (W-W)
- Lumière : 1 seconde
- Obscurité : 3,5 secondes
- Lumière : 1 seconde
- Obscurité : 14,5 secondes

|  |
|  |

|  |
|  |